# Campanula cervicaria
Campanula cervicaria es una planta de la familia de las campanuláceas.

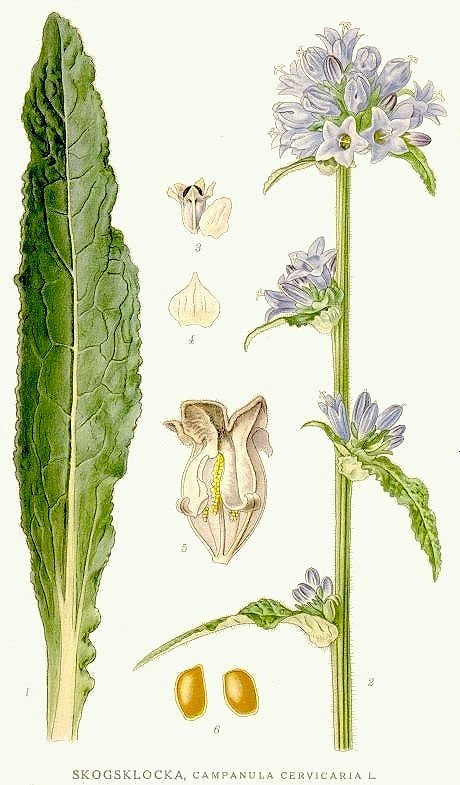
Ilustración

## Descripción
Como Campanula glomerata pero con flores más pequeñas azul pálido, de 1,3-1,6 cm, en una cabezuela densa. Tallo de hasta 70 cm, estriado. Hojas inferiores estrechándose gradualmente en la base o abruptamente contraídas en un pecíolo alado. Lóbulos calicinos ovados romos; estilo más largo que la corola. Florece a finales de primavera y verano.

## Hábitat
Bosques, prados.

## Distribución
Extendida por Europa, excepto Portugal, Gran Bretaña, Irlanda, Islandia y Turquía.

## Taxonomía
Campanula cervicaria fue descrita por Carolus Linnaeus y publicado en Species Plantarum 1: 167. 1753.
Etimología
Campanula: nombre genérico diminutivo del término latíno campana, que significa "pequeña campana", aludiendo a la forma de las flores.
cervicaria: epíteto latino que significa "con cuello".
Sinonimia
- Campanula capitata Schur
- Campanula cephalaria Vuk.
- Campanula cephalaria var. cardiophylla Vuk.
- Campanula cephalaria var. macrophylla Schloss. ex Vuk.
- Campanula cephalaria var. ovaliphylla Vuk.
- Campanula cephalaria var. polyanthemos Vuk.
- Campanula cerviana Pall.
- Campanula dalmatica Tausch
- Campanula echiifolia Rupr.
- Campanula glomerata var. cervicaria (L.) Kuntze
- Campanula ligulata Steud.
- Campanula lingulata Rchb.
- Campanula longifolia Schloss. & Vuk.
- Syncodon cervicaria (L.) Fourr.
- Syncodon cervicarium (L.) Fourr.
- Weitenwebera cervicaria (L.) Opiz[5][6]